# Sceloporus chaneyi
Sceloporus chaneyi este o specie de șopârle din genul Sceloporus, familia Phrynosomatidae, descrisă de Ernest A. Liner și Hugh Neville Dixon în anul 1992. A fost clasificată de IUCN ca specie în pericol. Conform Catalogue of Life specia Sceloporus chaneyi nu are subspecii cunoscute.